# L'Escorial
L'Escorial är ett höghus som ligger på 31 Avenue Hector Otto i distriktet Moneghetti i Monaco. Den är den 18:e högsta byggnaden tillsammans med Les Ligures inom furstendömet och är 63 meter och har 21 våningar.
Byggnaden uppfördes 1979.